# Luc Andrié
Luc Andrié, né à Pretoria en 1954, est un artiste contemporain suisse. 
Luc Andrié travaille essentiellement la peinture. Il a été professeur à l'École cantonale d'art de Lausanne de 1992 à 2019.

## Expositions personnelles
- 2017 ON, doublures, Galerie Racz, Bruxelles
- 2016 ON, Musée d’art de Pully, Lausanne
- 2016 Dimanche, performance vidéo, espace DAM, Romainmôtier, Suisse
- 2015 Ok, Heidi, Dufflon & Racz, Berne, Suisse
- 2014 Salle, Espace de Andrés-Missirlian, Romainmôtier, Switzerland

- 2013 Bolano, Mamco, Genève, Suisse
- 2013 Brun, Circuit, Lausanne, Suisse
- 2013 Bruits de fonds, Villa Bernasconi, Lancy, Genève, Suisse
- 2012 Silberregen, Elisabeth Llach / Luc Andrié, KATZ CONTEMPORARY, Zurich, Suisse
- 2012 Dayiyi, Duflon & Racz, Makrout Unité, Berne, Switzerland
- 2011 Russillllllllle, Davel 14, Cully, Suisse, avec Elisabeth LLach
- 2010 La case vide, Galerie Alain Gutharc, Paris, France
- 2008 Il pourrait dire merci, Printemps de Septembre, Toulouse, France
- 2008 Purée, Musée Alès, France in La dégelée Rabelais, FRAC Languedoc-Roussillon, France
- 2007 Galerie Bernard Bischoff & Partner, Berne, Suisse
- 2005 Ce qui lui reste de graisse, FRAC Languedoc-Roussillon, Montpellier, France
- 2004 BFAS Blondeau Fine Art Service SA, Genève, Suisse
- 2003 Rien d’aimabl, Mamco, Genève, Suisse
- 2003 Combinaisons, Centre de la photographie, Genève, Suisse

## Expositions collectives
- 2013  The Sex opposite, Kunstmuseum, Berne, Suisse
- 2013 Le regard du bègue, Mamco, Genève, Suisse
- 2012 L’homme blanc n’a plus de peau (1), Muvart, Biennale d’art contemporain de Maputo, Mozambique
- 2012 La collection BCV, Musée de l’Ermitage, Lausanne, Suisse
- 2012 Biens communs 2, Mamco, Genève, Suisse
- 2011 Incongru, quand l’art fait rire, Musée Cantonal des Beaux-arts, Lausanne, Suisse
- 2011 Open Frame - Ainsi de suite - 2e volet, Centre Régional d’ArtContemporain, Sète, France
- 2011 Fotograﬁas Koloridos, production ENAV/Pro Helvetia, Maputo, Mozambique

## Publications
- Luc Andrié. On, Berne / Pully, Till Schaap / Musée d’art de Pully, 2016, 144 p. (ISBN 978-3-03828-065-1)
- Luc Andrié et Rodolphe Petit, Les deux dimensions de la première dimension, Lausanne, art&fiction, 2019, 96 p. (ISBN 978-2-940570-75-1, présentation en ligne)

## Sources
- « Luc Andrié », sur SIKART Dictionnaire sur l'art en Suisse.
- Luc Andrié au Mamco